# The Early Bedroom Sessions
| Críticas profissionais | Críticas profissionais |
| Avaliações da crítica  | Avaliações da crítica  |
| Fonte                  | Avaliação              |
| ---------------------- | ---------------------- |
| AllMusic               | [ 1 ]                  |

The Early Bedroom Sessions é o álbum de compilação sueco cantor e compositor Basshunter.

## Lista de faixas
| #   | Título                                   | Tempo |
| --- | ---------------------------------------- | ----- |
| 1.  | "Bass Worker"                            | 6:15  |
| 2.  | "Contact by Bass"                        | 3:09  |
| 3.  | "Festfolk"                               | 4:34  |
| 4.  | "Go Down Now"                            | 5:07  |
| 5.  | "Här kommer Lennart"                     | 3:12  |
| 6.  | "Moon Trip"                              | 4:15  |
| 7.  | "Rainbow Stars"                          | 4:30  |
| 8.  | "Smells Like Blade"                      | 4:29  |
| 9.  | "Stay Alive"                             | 4:01  |
| 10. | "Syndrome de Abstenencia"                | 6:35  |
| 11. | "The Bass Machine"                       | 2:24  |
| 12. | "The Big Show"                           | 5:38  |
| 13. | "The Celtic Harmony & the Chilling Acid" | 4:36  |
| 14. | "The Night"                              | 5:02  |
| 15. | "The True Sound"                         | 5:24  |
| 16. | "The Warp Zone'                          | 5:16  |
| 17. | "Train Station"                          | 5:42  |
| 18. | "Trance Up"                              | 6:34  |
| 19. | "Transformation Bass"                    | 5:03  |
| 20. | "Try to Stop Us"                         | 4:06  |
| 21. | "Wacco Will Kick Your Ass"               | 6:03  |
| 22. | "Waiting for the Moon"                   | 4:58  |
| 23. | "Wizard Elements"                        | 5:39  |